# 佩魯賈足球會
佩魯賈足球會是一支位於意大利翁布里亞的足球會，是因財政問題倒閉的足球會A.C.佩雷賈的前身。現時在意大利足球丙级联赛作賽，球衣顏色是紅色和白色，第三作客球衣為黃黑間條。
原球會於1905年成立，經過近年在意甲多番掙扎後，終於2004年降班並於2005年倒閉。
球會曾贏得2003年圖圖盃。佩魯賈經常嘗試起用非本土球員，是日本球星中田英壽首支加盟的歐洲球會。其他知名外國球員包括安貞煥、尼沙爾、馬明宇和利比亞領導人的兒子萨阿迪·卡扎菲。

## 歷史

### 建立
球會於1905年6月9日成立，是由兩支名為U.S.科迪巴西奧（U.S. Fortebraccio）和利巴達斯（Libertas）的球隊合併而成。
1966年，佩魯賈首次升上意乙聯賽，是球會一個重要的里程碑。球會在意乙打滾了8年，終在1975年升上意甲聯賽。

### 高峰期
球會在甲組的第一個球季，便取得31分，以第8名完成，差點便能取得歐洲賽席位。在後衛科西奧（Pierluigi Frosio）、中場古里（Renato Curi）和雲連尼（Franco Vannini）等球星在陣下，在意甲的首5年都能以首8名完成，當中1978/79球季更以11勝19和取得第二名，成為唯一一支不能贏得聯賽冠軍的不敗球隊。

### 衰落
可是，不幸和醜聞事件卻發生了，1977年，球隊對祖雲達斯的一場聯賽中，主將古里突然心臟病發死去，而另一主將雲連尼在1979年因傷被逼退役。1980年的托託內羅醜聞令球隊被扣5分並於1981年降班。這段期間球隊的教練為伊拉里奧·卡斯特拿（Illario Castagner）。
80年代中期，球隊經過多番努力才從乙組重返甲組，成績為11勝26和1負。但1986年托託內羅醜聞逼使球隊降至丙2組聯賽，而主將拉雲尼利也離隊，輾轉加盟里賈納、祖雲達斯、米杜士堡等球會，後來才重返佩魯賈。

### 重返甲組
行徑古怪和備受爭議的加奧基（Luciano Gaucci）此時接掌球會。卻帶領球隊於1994年升上乙組，在加利安尼的帶領下，球隊於1996年重返甲組。但奇怪的加奧基卻以史加拿（Scala）接替加利安尼的帥位。或許是史加拿領導不當，球隊最終只能以16名完成，降班至乙組。1997年球季，球隊在乙組聯賽的最後一輪以2:1險勝皮亞琴察，球隊爭得升班附加賽一席位，在卡斯特拿回巢助陣下，球隊在附加賽決賽擊敗對手拖連奴，重返甲組。
在之後的6年，佩魯賈一直穩守甲組，期間更多次嘗試外援球員，日本球星中田英壽是其中之一。

### 破產及現況
直至2004年，球隊抵受不注財困，在聯賽排名15名降班，翌年乙組聯賽排名第4附加賽敗給拖連奴降班，原球會班主破產，由新財團入主，球隊易名為佩魯賈足球會S.r.l.。
現時佩魯賈一直浮沈於低組別聯賽，曾在這球會成名的中田英壽，在2008年年初曾連同日本財團提出收購球會，但最後不了了之。

## 歐洲賽
| 年份   | 賽事       | 圈     | 對手所屬國家 | 對手           | 賽果     |
| ------ | ---------- | ------ | ------------ | -------------- | -------- |
| 1976年 | 米杜柏盃   | 小組賽 | 南斯拉夫     | 摩士打         | 2-4, 0-0 |
|        |            | 小組賽 | 奥地利       | 奧地利維也納   | 0-0, 1-0 |
| 1978年 | 米杜柏盃   | 小組賽 | 南斯拉夫     | 柏迪遜         | 2-1, 0-4 |
|        |            | 小組賽 | 捷克         | 布奴           | 0-0, 1-0 |
| 1980年 | 歐洲足協盃 | 第1圈  | 南斯拉夫     | 薩格勒布戴拿模 | 1-0, 0-0 |
|        |            | 第2圈  | 希腊         | 阿里斯         | 1-1, 0-3 |
| 1999年 | 圖圖盃     | 第2圈  | 北馬其頓     | FK波比達       | 1-0, 0-0 |
|        |            | 第3圈  | 土耳其       | 特拉布宗       | 1-3, 2-1 |
| 2000年 | 圖圖盃     | 第2圈  | 比利时       | 標準列治       | 1-2, 1-1 |
| 2002年 | 圖圖盃     | 第3圈  | 德国         | 史特加         | 2-1, 1-3 |
| 2003年 | 圖圖盃     | 第3圈  | 芬兰         | AC艾倫斯       | 2-0, 2-0 |
|        |            | 準決賽 | 法國         | 南特           | 1-0, 0-0 |
|        |            | 決賽   | 德国         | 禾夫斯堡       | 1-0, 2-0 |
| 2004年 | 歐洲足協盃 | 第1圈  | 蘇格蘭       | 登地           | 1-0, 2-1 |
|        |            | 第2圈  | 希腊         | 阿里斯         | 2-0, 1-1 |
|        |            | 第3圈  | 荷蘭         | PSV燕豪芬      | 0-0, 1-3 |

## 聯賽
截至2007/08球季，佩魯賈共參加72屆意大利聯賽。在第二次世界大戰之前，佩魯賈曾數次因財政問題退出地區聯賽，包括兩屆C2聯賽。
- （甲組）　　　　　　13
- （乙組）　　　　　　21
- （丙組）　　　　　　30
- （丁組或地區聯賽）　8

## 榮譽

### 本土聯賽
意甲:
- 亞軍:1次（ 1978/79）

意乙:
- 冠軍:1次（1974/1975）

意丙:
- 冠軍:3次（1932/1933、1945/1946、1966/1967 ）

意丙1:
- 冠軍:1次（1993/1994）

意丙2:
- 冠軍:1次（1987/1988）

### 本土盃賽
范察堤盃:
- 冠軍:2次（1995/96及1996/97）

巴列堤盃:
- 冠軍:1次（2006/07）

### 國際賽
圖圖盃:
- 冠軍:1次（ 2003年）

## 外部連結
- Perugia's official website
- Perugia's old official website